# Neil Asher Silberman
Pour les articles homonymes, voir Silberman.
Neil Asher Silberman, né le 19 juin 1950 à Boston, est un archéologue américain.
Il est le directeur historique du centre Ename de Bruxelles pour l'archéologie et l'héritage public de Belgique[Quoi ?]. Il est connu du grand public en tant que coauteur de deux livres écrits avec l'archéologue israélien Israël Finkelstein : La Bible dévoilée et Les Rois sacrés de la Bible.

## Activités
Auteur de livres consacrés à la Bible, Neil Asher Silberman est également collaborateur de la revue Archæology.
Dans le film de Thierry Ragobert, La Bible dévoilée, Asher Silberman interroge les meilleurs spécialistes de chaque question traitée dans le film.

## Œuvres traduites en français
- La Bible dévoilée. Les nouvelles révélations de l'archéologie, éditions Bayard (2002), édité en livre de poche dans la Collection Folio histoire aux éditions Gallimard (2004) (titre original : The Bible unearthed : archaeology's new vision of ancient Israel and the origin of its sacred texts, New York, Free Press, 2001).
- La Vérité de Qumrân, éditions Stock (2003) (titre original : The Hidden Scrolls. Christianity,. Judaism and the War for the Dead Sea Scrolls, éditions Riverhead Books, New York, 1994).
- Les Rois sacrés de la Bible. À la recherche de David et Salomon, éditions Bayard (2006) (titre original : David and Salomon. In search of the Bible's Sacred Kings and the Roots of Western Tradition, éditions The  Free Press, New York, 2001).